# 대구교육대학교
대구교육대학교(大邱敎育大學校, Daegu National University of Education)는 대한민국의 교육대학으로 경상북도, 대구광역시, 울산광역시 권역을 담당하고 있다. 1950년에 대구사범학교로 개교하였다. 1962년 경북대학교 부속 교육대학이 되었으나, 1963년에 현재와 같은 대학 형태로 분리된 이후 1993년 4년제 교육대학으로 승격되었다.

## 연혁
- 1950년 3월 25일 대구사범학교로 개교
- 1962년 3월 1일 대구교육학교를 경북대학교 병설교육대학(2년제)으로 개편(각령 제455호)
- 1962년 3월 1일 초대 학장 김위석 교수 취임
- 1962년 3월 26일 개교 및 입학식 거행
- 1963년 1월 1일 부설 초등교원 연수원 설치(국무원령 제186호)
- 1963년 3월 1일 경북대학교 병설교육대학을 대구교육대학으로 개칭
- 1966년 3월 19일 부설 초등교원양성소 설치(대통령령 제2469호)
- 1968년 7월 20일 부설 교원교육원 설치(문교부령 제195호)
- 1969년 7월 2일 제2대 김위석 학장 유임
- 1969년 9월 8일 학생지도연구소 설치(대통령령 4006호)
- 1973년 7월 3일 제3대 학장 장기환 교수 취임
- 1976년 5월 26일과학교육연구소 설치(대학 설치령 제19조 제10호)
- 1977년 7월 3일 제4대 학장 장기환 학장 유임
- 1978년 3월 7일 부속국민학교를 대구부속국민학교와 안동부속국민학교로 개칭
- 1981년 7월 21일 제5대 학장 배용광 박사 취임
- 1982년 3월 1일 교육법 부칙 제6조 제2항에 의거 4년제 교육대학으로 승격
- 1982년 3월 1일 제6대 배용광 학장 재임
- 1985년 3월 9일 야간· 계절제(3학년으로 편입학) 설치
- 1986년 3월 1일 제7대 학장 김종환 교수 취임
- 1988년 3월 1일 학생지도연구소를 학생생활연구소로 개칭(대통령령 제12407호)
- 1988년 3월 1일 전자계산소 설치(대통령령 제12407호)
- 1988년 4월 1일 초등교육연구소 설치(대통령령 12407호)
- 1990년 3월 1일 제8대 학장 박태암 박사 취임
- 1993년 3월 1일 대구교육대학을 대구교육대학교로 개칭(대통령령 제13859호)
- 1994년 3월 1일 제9대 총장 노정식 박사 취임
- 1996년 3월 1일 교육대학원 개설(야간 4개 전공, 계절 4개 전공)
- 1996년 11월 1일 교육대학원 전공 증설(야간 8개 전공, 계절 8개 전공)
- 1998년 3월 1일 제10대 총장 정관 박사 취임
- 1998년 11월 16일 교육대학원 전공 증설(야간 17개 전공, 계절 17개 전공)
- 1998년 12월 16일 대구교육대학교 대구부설초등학교 이전 (도원동)
- 2000년 2월 28일 초등교원연수원을 초등교육연수원으로 개칭(대통령령 제16733호)
- 2000년 5월 6일 대구광역시교육청/경상북도교육청과 상호교류협정
- 2000년 10월 25일 교육대학원 전공 증설(야간 18개 전공, 계절 18개 전공)
- 2000년 12월 29일 교육인적자원부 평가 내부혁신(국립대학 구조조정) 최우수대학 선정
- 2001년 1월 12일 대구․경북지역 국립대학 교류협정 체결(TKNU)
- 2001년 12월 1일 영재교육원 설치
- 2002년 1월 4일 학생생활연구소를 학생상담센터로 개칭
- 2002년 3월 1일 제11대 총장 장이권 박사 취임
- 2003년 10월 6일 전국향교서원서당문화발전협의회와 상호교류협정 체결
- 2003년 10월 15일 교육인적자원부 평가 국립대학 자체발전계획 추진실적 우수대학 선정
- 2003년 11월 6일 상록복지관 준공
- 2003년 11월 15일 상록서재(생활관) 준공
- 2004년 1월 28일 안동도산서원선비문화수련원과 상호교류협정 체결
- 2004년 3월 12일 대구교육대학교 산학협력단 설립
- 2004년 5월 15일 경주향교와 상호교류협정 체결
- 2006년 3월 1일 제12대 총장 강현국 박사 취임
- 2006년 5월 19일 대구광역시교육청과「예비교사 도우미제」협약체결
- 2006년 7월 1일 영남대학교와 학술교류협정 체결
- 2006년 7월 6일 경상북도교육청과「예비교사 도우미(멘토)를 활용한 방과후 학교 운영」협약체결
- 2006년 10월 31일 육군3사관학교와 학술교류협정 체결
- 2006년 11월 7일 교육인적자원부 주최 제1회 전국 국립대학 혁신경진대회 우수상 수상
- 2007년 2월 15일 2006년도 교육대학교·교대교육대학원 평가 교육대학교 부분 우수대학 선정
- 2007년 12월 3일 제13대 총장 손석락 박사 취임
- 2008년 2월 20일 대구광역시 남구청과 저소득층 자녀 학습봉사 활동 협약서 체결
- 2008년 5월 26일 경상북도와 다문화가정·저소득 자녀 학습도우미 운영 MOU 체결
- 2009년 2월 10일 전국교육대학교와 상호교류협정 체결
- 2009년 2월 18일 제주대학교와 학술교류협정 체결
- 2009년 3월 4일 다문화교육센터 설립 / 영어교육센터 설립
- 2009년 4월 1일 전자계산소를 교육정보원으로 개칭
- 2009년 12월 17일 대구광역시·대구광역시교육청과 다문화가족 자녀 교육협력사업 협약 체결
- 2010년 3월 3일 제2도서관 개관
- 2011년 1월 14일 장애학생지원센터 설립
- 2011년 12월 3일 제14대 총장 남승인 박사 취임
- 2015년 12월 3일 직무대리 총장 박판우 박사 취임
- 2015년 12월 15일 제15대 총장 임정환 박사 취임
- 2019년 12월 15일 총장 직무대리 류성림 박사 임명
- 2020년 2월 14일 제16대 총장 박판우 박사 취임
- 2024년 2월 14일 총장 직무대리 배영권 박사 임명
- 2024년 2월 26일 제17대 총장 배상식 박사 취임

## 개설 학과
| - 윤리교육과 - 국어교육과 - 사회교육과 - 수학교육과 - 과학교육과 - 체육교육과 | - 음악교육과 - 미술교육과 - 실과교육과 - 교육학과 - 영어교육과 - 컴퓨터교육과 - 특수(통합)교육과 |

## 같이 보기
- 대한민국의 국립 대학 목록
- 대한민국의 대학 목록
- 대한민국의 교육